# Jimmy Dorsey
James Dorsey, detto Jimmy (Shenandoah, 29 febbraio 1904 – New York, 12 giugno 1957), è stato un clarinettista e sassofonista statunitense.
È stato un importante musicista jazz, nonché leader di proprie big band.

## Biografia
Suo padre fu un insegnante di musica, mentre anche suo fratello minore, Tommy Dorsey, diventò un musicista conosciuto. Jimmy nella sua gioventù suonava la tromba, interprendando una parte in una rappresentazione in stile Vaudeville nel 1913. Cambiò il suo strumento nel sassofono nel 1915, quindi si perfezionò anche nel clarinetto.

## La jazz band
Insieme a suo fratello Tommy, fondò una delle prime jazz band a diffondersi via radio, la Dorsey Novelty Six. Nel 1924 abbandonò il complesso familiare e si unì ai California Ramblers, trasferendosi a New York City. Fu molto attivo, pubblicando molti lavori negli anni venti. Nel 1930 entrò nel complesso di Ted Lewis, con cui attraversò l'Europa.
Dopo il suo ritorno negli Stati Uniti, Jimmy lavorò brevemente con Rudy Vallee, e molti altri bandleaders, oltre a continuare il suo lavoro nella Dorsey Brothers Orchestra con suo fratello Tommy. Quest'ultimo si distaccò dal complesso familiare per formare un suo gruppo nel 1935, dopo una disputa con Jimmy. La Dorsey Brothers Orchestra divenne la Jimmy Dorsey Orchestra, includendo musicisti come Bobby Byrne, Ray McKinley e Skeet Herfurt, insieme ai coristi Bob Eberly e Kay Weber.
Nel 1939 Jimmy scelse Helen O'Connell come sua voce femminile. Lei e Bob Everly possedevano un certo fascino da "ragazzi della porta accanto", e la loro accoppiata vincente contribuì al successo di molti brani del gruppo. La maggior parte dei brani interpretati da Dorsey, O'Connell ed Eberly erano registrati secondo un curioso schema di tipo "a-b-c". Eberly cantava nel primo minuto del brano, di solito una lenta ballata romantica, il minuto seguente era caratterizzato da un'apertura di tutta la band capitanata dal sassofono di Jimmy, mentre l'ultimo minuto era cantato da Helen O'Connell, in un tempo leggermente più vivace, e a volte con testo in spagnolo.
Jimmy continuò a condurre la sua band fino agli inizi degli anni cinquanta. Nel 1953 si riunì al fratello, nel suo gruppo The Fabulous Dorseys, e ne fu al comando dopo la morte di Tommy. Jimmy visse solo per pochi mesi dopo la morte del fratello, e morì a New York nel 1957 di cancro. Poco prima della sua morte gli fu assegnato un disco d'oro per il suo pezzo So Rare. Questo brano si distinse inoltre per essere stata la prima canzone al top delle classifiche (secondo posto nella classifica del Billboard Magazine) durante la prima decade dell'epoca del rock 'n' roll.

## Il cinema
Jimmy Dorsey comparve inoltre in un gran numero di pellicole hollywoodiane, tra cui That Girl From Paris, Shall We Dance?, The Fleet's In, Lost in Harlem, I Dood It.

## Brani
- "Contrasts"
- "Parade of the Milk Bottle Caps"
- "On A Little Street in Singapore"
- "John Silver"
- "Amapola" con Helen O'Connell e Bob Eberly - prima posizione nella Billboard Hot 100 per 10 settimane nel 1941
- "My Sister and I" con Eberly - prima posizione nella Billboard Hot 100 per due settimane nel 1941
- "María Elena" con Eberly - prima posizione nella Billboard Hot 100 per due settimane nel 1941
- "Green Eyes" con O'Connell ed Eberly - prima posizione nella Billboard Hot 100 per 4 settimane nel 1941
- "Blue Champagne" - prima posizione nella Billboard Hot 100 nel 1941
- "Tangerine" con O'Connell ed Eberly - prima posizione nella Billboard Hot 100 per 6 settimane nel 1942
- "Bésame mucho" - prima posizione nella Billboard Hot 100 per 7 settimane nel 1944
- "Dusk In Upper Sandusky"
- "I'm Stepping Out With A Memory Tonight"
- "Just For A Thrill"
- "So Rare"

## Filmografia
- Voglio danzare con te (Shall We Dance), regia di Mark Sandrich (1937)
- La fortezza s'arrende (The Fleet's In), regia di Victor Schertzinger (1942)
- Il signore in marsina (I Dood It), regia Vincente Minnelli (1943)
- Ho baciato una stella (Hollywood Canteen), regia di Delmer Daves (1944)
- Sperduti nell'harem (Lost in a Harem), regia di Charles Reisner (1944)

## Didattica
Nel 1940 ha pubblicato Saxophone Method: A School of Rhythmic Saxophone, ancora oggi uno dei metodi più usati per l'apprendimento del sassofono.